# Max Valier

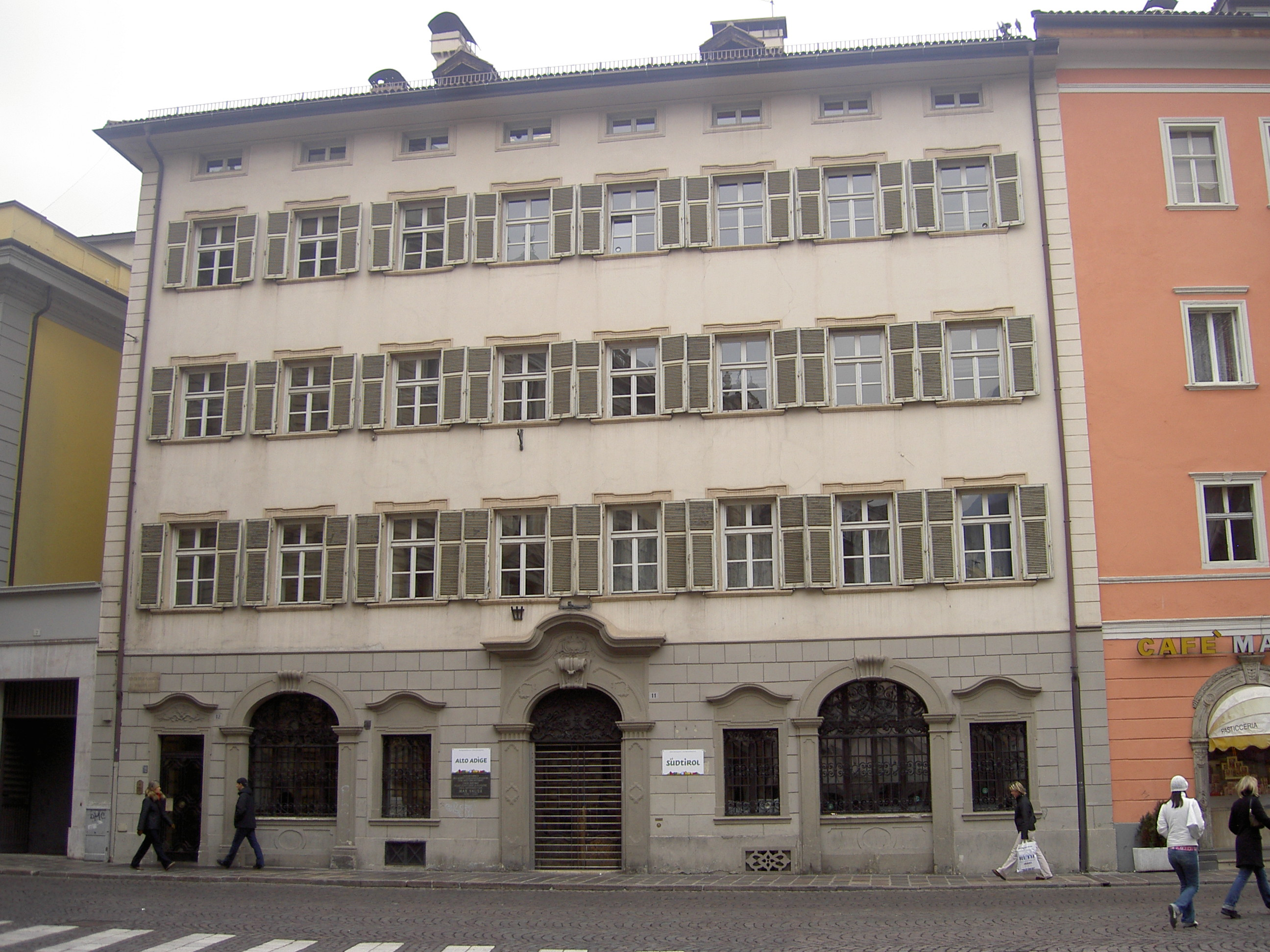
Lieu de naissance de Max Valier

Max Valier (9 février 1895 - 17 mai 1930) est un pionnier de la recherche sur les fusées, d'origine autrichienne. Il est un des fondateurs de la Verein für Raumschiffahrt (ou VfR, pour Société pour la navigation dans l'espace) allemande, qui a fabriqué l'un des premiers moteurs-fusées.

## Biographie
Valier est né à Bolzano, dans l'ancien Tyrol, et fit des études de physique à l'université d'Innsbruck. Ses études furent interrompues par la Première Guerre mondiale, pendant laquelle il servit dans la reconnaissance aérienne de l'armée austro-hongroise.
Après la guerre[Laquelle ?], Valier ne retourna pas à ses études, mais écrivit des ouvrages scientifiques. En 1923, il lut Die Rakete zu den Planetenräumen d'Hermann Oberth, et décida d'écrire un livre reprenant les idées d'Oberth mais en des termes accessibles au grand public. Aidé par Oberth, il publia l'année suivante Der Vorstoß in den Weltenraum (À la conquête de l'espace), qui connait un grand succès et a déjà été réédité six fois en 1930. Il écrit par la suite  plusieurs articles sur le voyage dans l'espace, avec des intitulés comme De Berlin à New York en une heure ou Un audacieux voyage vers Mars.
En 1928 et 1929, il travaille avec Fritz von Opel sur des projets de voitures ou avions équipés de moteurs-fusée. Von Opel y voyait une bonne publicité pour son entreprise, et Max Valier un moyen d'intéresser les foules aux fusées. 
Un grand nombre de véhicules propulsés par fusées sont testés : automobiles, mais également véhicules sur rails, motos, planeurs, canots et même traineaux et patineurs sur glace. Fritz von Opel, personnage médiatique de play-boy un peu casse-cou, emblématique des « années folles » de la République de Weimar, surnommé « Raketen Fritz » (« Fritz-la-fusée ») par la presse prenait parfois les commandes de ces véhicules, tous siglés du nom de la firme Opel et porteurs du sigle RAK suivi d'un numéro d'ordre.
Valier fait appel à Friedrich Tsander pour la fourniture des fusées à propergol solide. À la fin des années 1920, la VfR tente de mettre au point des moteurs-fusées à ergol liquide. Le 25 janvier 1930 ils parviennent à faire fonctionner un moteur durant 5 minutes à l'usine Heylandt. Le 19 avril de la même année, Valier teste la première voiture propulsée par moteur-fusée à carburant liquide, la Valier-Heylandt Rak 7.
Oberth resta critique au sujet du concept de voiture-fusée de Valier :  la vitesse supersonique des gaz d'un moteur-fusée n'était pour lui pas adaptée à la faible vitesse d'une voiture.
Valier se tue un mois plus tard lors de l'explosion d'un moteur-fusée à carburant liquide durant un test réalisé à Berlin : un éclat lui cause une blessure mortelle à l'aorte. Son protégé Arthur Rudolph continue par la suite les développements du moteur.
Max Valier reste connu dans sa province de Bolzano comme l'un de ses plus célèbres inventeurs et scientifiques ; plusieurs institutions portent donc son nom :  
- Les astronomes amateurs du Tyrol du Sud Max Valier[2] ;
- L'observatoire public Max Valier à Gummer[3] ;
- L'école professionnelle Gewerbeoberschule Max Valier[4].

### Source
- (en) Data pages, Historic American Engineering Record for the Marshall Space Flight Center, Bibliothèque du Congrès